# Chafariz dos Fundões (São Brás)
O Chafariz dos Fundões (São Brás) é um chafariz português localizado na freguesia de São Brás ao concelho da Praia da Vitória, ilha Terceira, Açores e faz parte do Inventário do Património Histórico e Religioso para o Plano Director Municipal da Praia da Vitória, e remonta ao Século XIX.
Este Chafariz foi edificado no cruzamento da Canada dos Fundões (que lhe deu o nome) com a Canada da igreja e trata-se de um chafariz com bebedouro e recinto murado. Na sua parte posterior tem um tanque e duas pias de lavagem de roupa com uma banqueta num dos ângulos.
A construção deste chafariz foi feita tendo por pano de fundo uma parede de forma rectangular encimada por um frontão. No tímpano do chafariz existe uma cartela de forma elíptica onde se lê a inscrição "O. P. / 1870". (Obras Públicas, 1870).
A bica de água corrente foi aposta num elemento circular em relevo, que se situa no centro do pano de parede.
O chafariz foi edificado em alvenaria com pedra vulgar rebocada e caiada de cor branca, com a excepção do soco, dos cunhais e do contorno do frontão que foram construídos em cantaria. Tem ainda um tanque encostado à sua face anterior.
O tanque que serve de bebedouro tem planta de forma rectangular alongada e situa-se à esquerda do chafariz, algo desalinhado e encostado a um muro que lhe dá abrigo e suporte.
O recinto murado de protecção e abrigo prolonga-se para a direita do chafariz, tendo ao centro, um tanque de distribuição de águas ladeado pelas duas pias de lavagem de roupa.
Os tanques, as pias de lavagem, o muro de limite anterior do recinto e o assento da banqueta são em pedra de cantaria aparelhada. As paredes de fundo do recinto são construídas em alvenaria de pedra rebocada e caiada de cor branca.